# Jeugdcircus Tubantino
Het Oldenzaals Jeugdcircus Tubantino is in 1992 opgericht. Het jeugdcircus geeft tweemaal per week training aan kinderen van 7 tot en met 18 jaar. 
In Nederland zijn er slechts tientallen kinder-/jeugdcircussen, maar in Noord Oost Twente is Tubantino de enige zelfstandige. Het jeugdcircus neemt jaarlijks deel aan landelijke festivals voor jeugdcircussen (onder andere een 2de en 3de plaats).
Jaarlijks terugkerende optredens zijn er onder meer met Koninginnedag bij het stadhuis in Oldenzaal en op de siepelmarkt in Ootmarsum.